# Metaldetes
Metaldetes is een geslacht van uitgestorven sponzen, dat leefde tijdens het Cambrium.

## Beschrijving
Dit 5 centimeter hoge geslacht had een kalkskelet, echter zonder spiculae. Het had een enkel- of dubbelwandige kegel, geperforeerd door vele poriën. De centrale holte was leeg. Dit organisme bewoonde riffen in warm, ondiep zeewater.

## Vondsten
Fossielen van dit geslacht werden gevonden in Zuid-Australië, Siberië, Sardinië en Antarctica.